# Afterhours
Afterhours ist eine italienische Rockband um Frontman Manuel Agnelli, die 1985 in Mailand gegründet wurde.

## Bandgeschichte
Gegründet Mitte der 80er-Jahre von Sänger, Gitarrist und Keyboarder Manuel Agnelli, veröffentlichte die Band 1988 das erste Minialbum All the Good Children Go to Hell. Neben Agnelli bestand die Band zu diesem Zeitpunkt aus Gitarrist Paolo Cantù und Schlagzeuger Alessandro Pelizzari (der Gründungsmitglied Roberto Girardi abgelöst hatte). Das erste Studioalbum During Christine’s Sleep folgte 1990 beim Label Vox Pop; hier war am Schlagzeug wieder Girardi zu hören, während Paolo Mauri als Bassist dazustieß. Nachdem die amerikanische Musikzeitschrift Alternative Press auf die Gruppe aufmerksam geworden war, konnte Afterhours Italien beim New Music Seminar in New York vertreten. 1991 erschien ein weiteres Minialbum, Cocaine Head, außerdem trat die Band beim Festival Berlin Independence Days auf und erhielt weiteres internationales Interesse. Das nächste Album war 1993 Pop Kills Your Soul, mit (abgesehen von Agnelli) völlig erneuerter Besetzung: Xabier Iriondo an der Gitarre, Alessandro Zerilli am Bass und Giorgio Prette am Schlagzeug.
Schließlich wechselte die Band von englischen zu italienischen Texten, was sich 1995 im Album Germi niederschlug, auf dem erstmals auch Geiger Davide Rossi zu hören war. Die Singleauskopplung Dentro Marilyn wurde von Mina als Tre volte dentro me neu aufgenommen. 1997 unterschrieb die Band einen neuen Plattenvertrag mit Mescal und veröffentlichte dort das nächste Album Hai paura del buio?. Diesem folgte 1999 Non è per sempre, auf dem Dario Ciffo als neuer Geiger, Giorgio Ciccarelli als zweiter Gitarrist und Keyboarder und Andrea Viti als neuer Bassist debütierten. Nach einer ausgedehnten Tournee erschien 2001 das erste Livealbum der Gruppe, Siam tre piccoli porcellin. Im selben Jahr organisierte Frontman Manuel Agnelli erstmals das Alternative-Musikfestival Tora! Tora! Ohne Gitarrist Xabier Iriondo, der die Band verließ, kehrte Afterhours 2002 ins Studio zurück und legte das Album Quello che non c’è vor, das bis auf Platz vier der italienischen Charts gelangte.
Nach einer Tournee begann die Band eine Zusammenarbeit mit den Twilight Singers von Greg Dulli (Ex-Afghan-Wings): Sie gingen gemeinsam auf Italien-Tournee, Agnelli begleitete die Twilight Singers als Keyboarder in Europa und Amerika und Dulli koproduzierte schließlich das nächste Afterhours-Album Ballate per piccole iene, das 2005 erschien und den Erfolg des Vorgängers noch einmal übertraf. Die internationale Version des Albums, mit Texten in englischer Sprache, erschien unter dem Titel Ballads for Little Hyenas. Entsprechend erstreckte sich die folgende Tournee der Band auch auf andere europäische Länder und die USA. 2006 stießen auch Roberto Dell’Era als neuer Bassist und Enrico Gabrielli als Keyboarder und Saxophonist zur Band.
Mit dem Album I milanesi ammazzano il sabato debütierte Afterhours 2008 beim Major-Label Universal. Bald nach Erscheinen des Albums löste Rodrigo D’Erasmo Ciffo an der Geige ab. 2009 nahm die Band mit Il paese è reale erstmals am Sanremo-Festival teil und wurde mit dem Kritikerpreis ausgezeichnet, erreichte jedoch nicht das Finale. Mit 18 weiteren Vertretern der italienischen Alternative- und Indie-Szene begann die Gruppe im Anschluss ein Projekt, aus dem die Kompilation Afterhours presentano: Il paese è reale (19 artisti per un paese migliore?) hervorging. Im selben Jahr arbeitete Afterhours im Lied Adesso è facile (vom Album Facile) auch erneut mit Mina zusammen. Gabrielli verließ die Band wieder.
Erst 2012 erschien ein neues Studioalbum der Band, nachdem Xabier Iriondo zurückgekehrt war und man Universal den Rücken gekehrt hatte. Padania wurde auf dem bandeigenen Label Germi veröffentlicht und konnte an die Erfolge der Vorgänger anknüpfen. 2014 folgte bei Universal eine Neuauflage des 1997er-Albums Hai paura del buio?, das von Journalisten zum besten unabhängigen Album der letzten 20 Jahre gewählt worden war. Darauf arbeitete die Band mit einer Reihe anderer Musiker zusammen, etwa The Afghan Whigs, Mark Lanegan, Edoardo Bennato, Negramaro, Joan as Police Woman, Piero Pelù, Samuel oder John Parish. Nach der begleitenden Tournee verließen Giorgio Prette und Giorgio Ciccarelli die Band.
Mit den Neuzugängen Fabio Rondanini (Schlagzeug) und Stefano Pilia (Gitarre) nahm Afterhours das nächste Studioalbum Folfiri o Folfox auf, das 2016 erschien und erstmals die Spitze der Charts erreichen konnte. Gleichzeitig wurde angekündigt, dass Manuel Agnelli ab der zehnten Staffel als Juror in der Castingshow X Factor in Erscheinung treten würde. 2017 feierte die Band mit der Tournee #Afterhours30 die 30-jährige Karriere, gefolgt von der Kompilation Foto di pura gioia – Antologia 1987-2017.

## Diskografie

### Studioalben
- 1988: All the Good Children Go to Hell (Toast Records)
- 1990: During Christine’s Sleep (Vox Pop)
- 1993: Pop Kills Your Soul (Vox Pop)
- 1995: Germi (Vox Pop)
- 1997: Hai paura del buio? (Mescal)

| Jahr | Titel Musiklabel                         | Höchstplatzierung, Gesamtwochen, AuszeichnungChartsChartplatzierungen (Jahr, Titel, Musiklabel, Platzierungen, Wochen, Auszeichnungen, Anmerkungen) | Anmerkungen |
| Jahr | Titel Musiklabel                         | IT | Anmerkungen |
| ---- | ---------------------------------------- | --- | ----------- |
| 1999 | Non è per sempre Mescal                  | IT14 (2 Wo.)IT |             |
| 2002 | Quello che non c’è Mescal                | IT4 (5 Wo.)IT |             |
| 2005 | Ballate per piccole iene Mescal          | IT2 (14 Wo.)IT |             |
| 2008 | I milanesi ammazzano il sabato Universal | IT3 (15 Wo.)IT |             |
| 2012 | Padania Germi                            | IT2 (12 Wo.)IT |             |
| 2016 | Folfiri o folfox Germi                   | IT1 (26 Wo.)IT |             |

### Livealben
| Jahr | Titel                      | Höchstplatzierung, Gesamtwochen, AuszeichnungChartsChartplatzierungen (Jahr, Titel, Platzierungen, Wochen, Auszeichnungen, Anmerkungen) | Anmerkungen |
| Jahr | Titel                      | IT | Anmerkungen |
| ---- | -------------------------- | --- | ----------- |
| 2001 | Siam tre piccoli porcellin | IT53 (3 Wo.)IT | Mescal      |
| 2006 | Noi siamo Afterhours       | IT6 (2 Wo.)IT | Universal   |

### Kompilationen (Auswahl)
| Jahr | Titel Musiklabel                                      | Höchstplatzierung, Gesamtwochen, AuszeichnungChartsChartplatzierungen (Jahr, Titel, Musiklabel, Platzierungen, Wochen, Auszeichnungen, Anmerkungen) | Anmerkungen |
| Jahr | Titel Musiklabel                                      | IT | Anmerkungen |
| ---- | ----------------------------------------------------- | --- | ----------- |
| 2006 | Ballads for Little Hyenas Mescal                      | IT51 (2 Wo.)IT |             |
| 2008 | Cuori e demoni EMI                                    | IT57 (4 Wo.)IT |             |
| 2014 | Hai paura del buio? Reloaded and Remastered Universal | IT2 (9 Wo.)IT |             |
| 2016 | The Best of Afterhours Universal                      | IT55 (7 Wo.)IT |             |
| 2017 | Foto di pura gioia – Antologia 1987–2017 Universal    | IT16 (6 Wo.)IT |             |

### Singles (Auswahl)
| Jahr | Titel Album                                                            | Höchstplatzierung, Gesamtwochen, AuszeichnungChartsChartplatzierungen (Jahr, Titel, Album, Platzierungen, Wochen, Auszeichnungen, Anmerkungen) | Anmerkungen  |
| Jahr | Titel Album                                                            | IT | Anmerkungen  |
| ---- | ---------------------------------------------------------------------- | --- | ------------ |
| 2002 | Sulle labbra Quello che non c’è                                        | IT10 (2 Wo.)IT |              |
| 2003 | La gente sta male Quello che non c’è                                   | IT27 (1 Wo.)IT |              |
| 2004 | Gioia e rivoluzione –                                                  | IT15 (10 Wo.)IT |              |
| 2005 | Ballata per la mia piccola iena Ballate per piccole iene               | IT9 (4 Wo.)IT |              |
| 2014 | Voglio una pelle splendida Hai paura del buio? Reloaded and Remastered | IT97 (1 Wo.)IT | feat. Samuel |

Weitere Singles
- 1999: Non È Per Sempre (IT: Gold (2024) )[3]

## Belege
1. 1 2 3  Chartquellen (Alben):
  - Guido Racca & Chartitalia: Top 100 FIMI Album. Lulu, 2013, S. 66 f.
  - Alben von Afterhours. In: Italiancharts.com. Hung Medien, abgerufen am 3. Juli 2018.
2. ↑  Chartquellen (Singles):
  - Guido Racca & Chartitalia: Top 100 FIMI Singoli. Lulu, 2013, S. 62.
  - Archivio classifiche Top Singoli. FIMI, abgerufen am 3. Juli 2018 (italienisch).
3. ↑  Auszeichnungen für Musikverkäufe: IT